# (7645) Pons
(7645) Pons (1989 AC2) – planetoida z pasa głównego asteroid okrążająca Słońce w ciągu 3,66 lat w średniej odległości 2,37 j.a. Odkryta 4 stycznia 1989 roku.